# Comuna Berbești, Cozmeni
Berbești (în ucraineană Брусниця, transliterat: Brusnîțea) este o comună în raionul Cozmeni, regiunea Cernăuți, Ucraina, formată din satele Berbești (reședința), Călinești, Ciortoria, Dumbrava, Ostra și Zeleneu.

## Demografie
Componența lingvistică a comunei Berbești
     Ucraineană (98,98%)
     Alte limbi (1,02%)
Conform recensământului din 2001, majoritatea populației comunei Berbești era vorbitoare de ucraineană (98,98%), existând în minoritate și vorbitori de alte limbi.